# Concepción (sopka)
Vulkán Concepción je jedním ze dvou vulkánů na ostrově Ometepe na jezeře Nikaragua v departementu Rivas. Druhým, menším je Maderas.
Dosahuje výšky 1610 m n. m. a má tvar téměř dokonalého vulkanického kuželu. Je tvořený převážně bazaltovými a dacitovými lávami. Svahy vulkánu nejsou porostlé vegetací, což je způsobeno častými erupcemi a výlevy lávy. Na úpatí se rozkládají lesy i obhospodařovaná zemědělská půda. Před příchodem Španělů se vulkán jmenoval Omeyatecigua, ale během conquisty se začalo používat španělské pojmenování Concepción.

## Fotogalerie

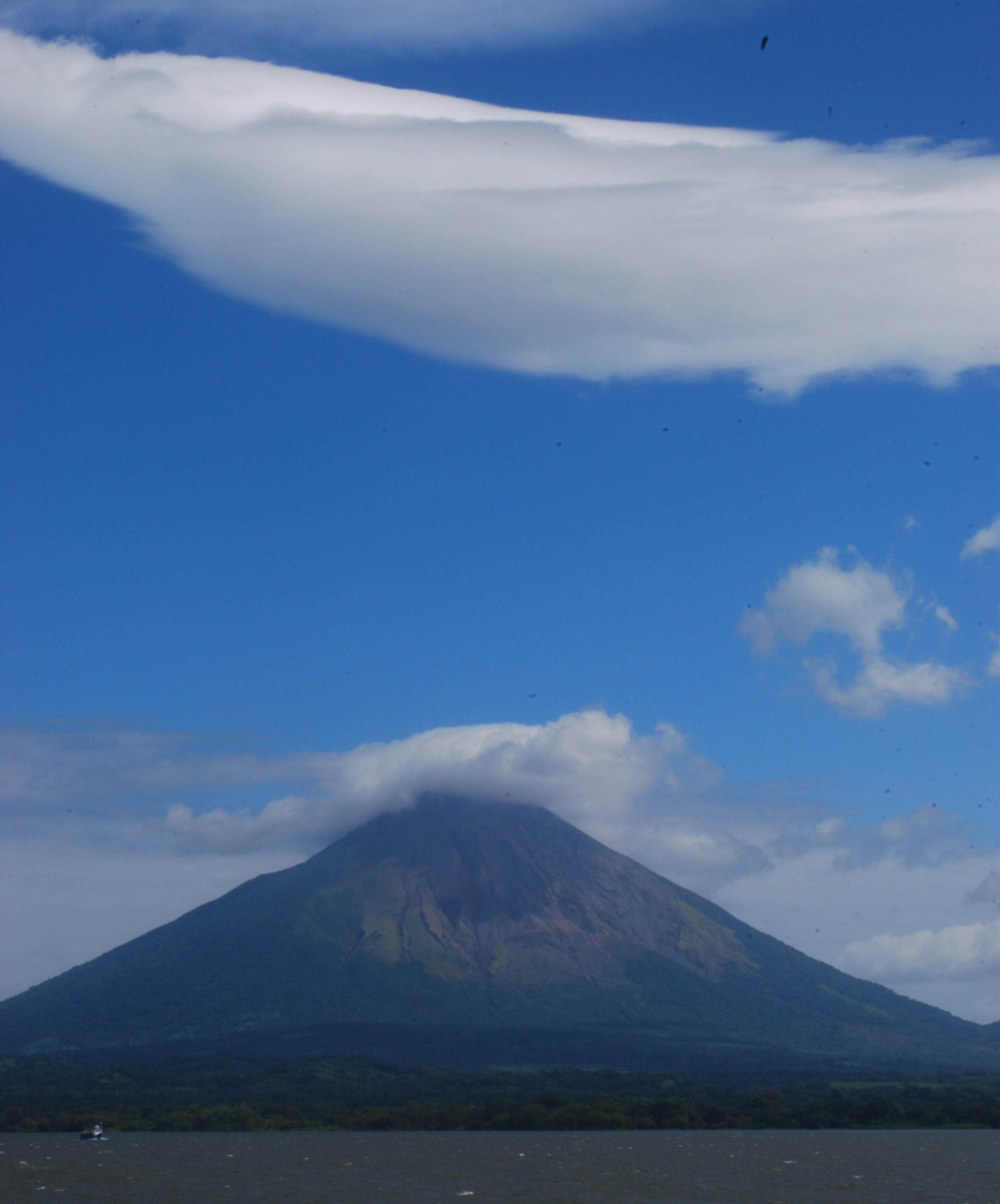
pohled na vulkán
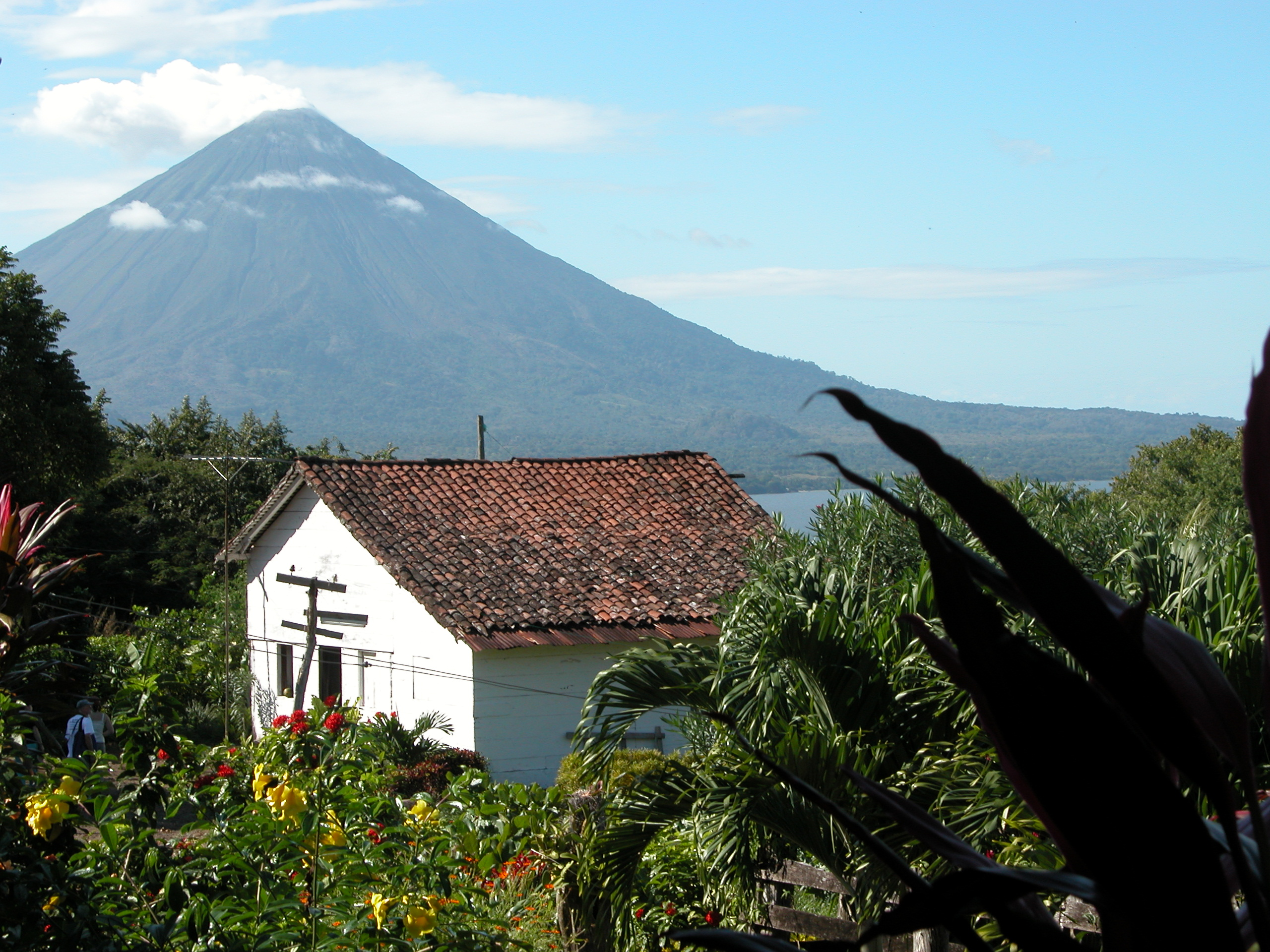
pohled na vulkán
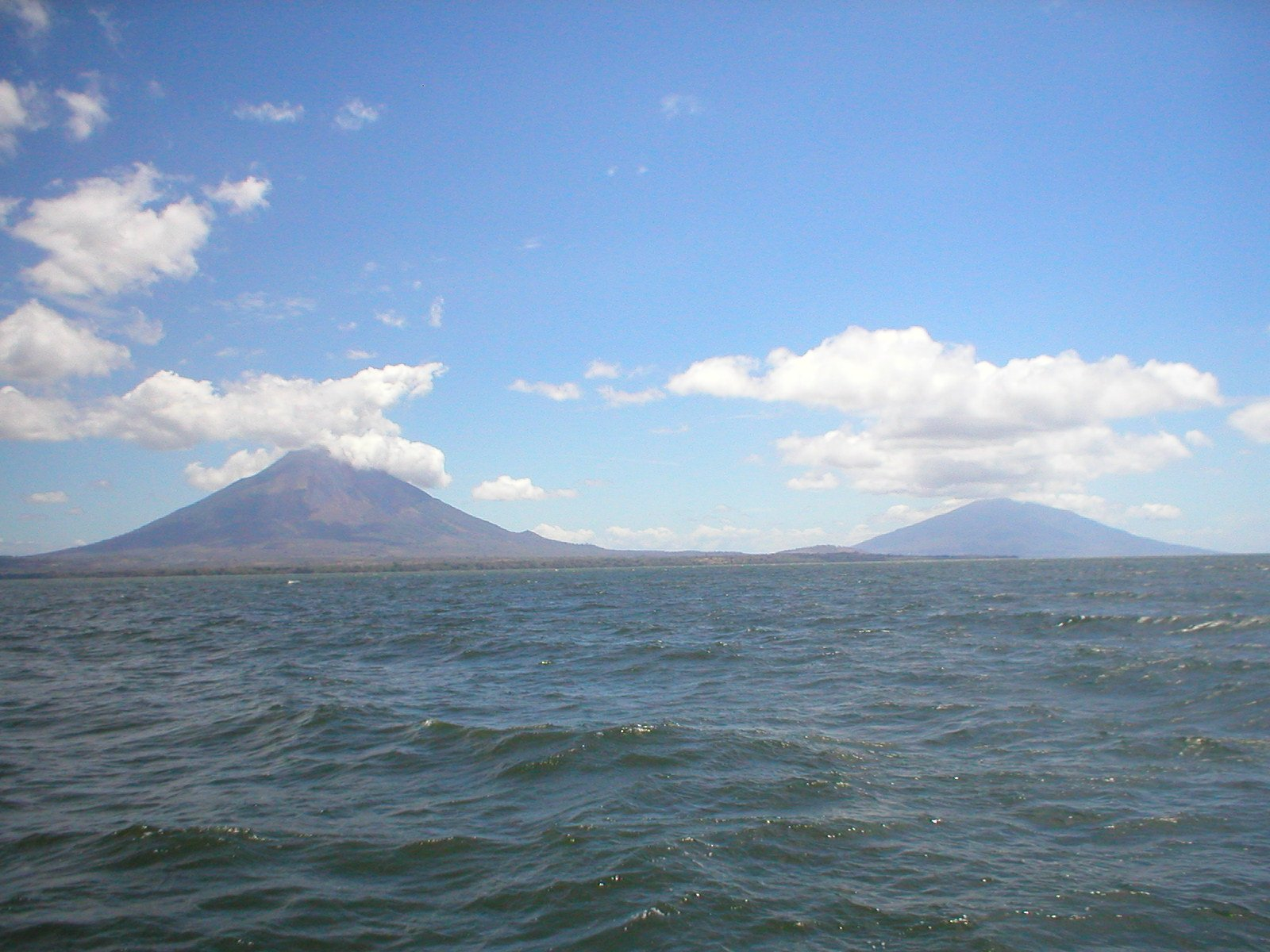
ostrov Ometepe